# Tyria expallescens
Tyria expallescens là một loài bướm đêm thuộc phân họ Arctiinae, họ Erebidae.